# Bad Bentheim (stacja kolejowa)
Bad Bentheim – stacja kolejowa w Bad Bentheim, w kraju związkowym Dolna Saksonia, w Niemczech. Znajdują się tu 2 perony. Jest stacją graniczną z Holandią. Z racji tego jest zelektryfikowana zarówno niemieckim systemem 15 kV prądu zmiennego o częstotliwości 16,7 Hz, jak i holenderskim 1,5 kV prądu stałego. W Bad Bentheim następuje zmiana lokomotyw pomiędzy obydwoma systemami elektryfikacji.